# Öskjuvatn
Il lago Öskjuvatn si trova negli Altopiani d'Islanda, nella regione centrosettentrionale di Norðurland eystra.

## Geografia
Il lago si trova all'interno della caldera del vulcano Askja a nord-est del ghiacciaio Vatnajökull, il suo nome in islandese significa lago di Askja.
La sua origine molto probabilmente è conseguente a un'esplosione vulcanica.
Si estende su una superficie di 11 km². La sua profondità di 217 metri, lo rende il secondo lago più profondo dell'Islanda dopo il Jökulsárlón.

## Storia
Nel 1875 ci fu un'enorme eruzione pliniana nella camera magmatica del vulcano Askja, che diede vita all'attuale caldera, che cominciò a riempirsi d'acqua e in 32 anni, nel 1907 raggiunse un livello di profondità maggiore di 50 m rispetto a quello attuale di 217 m.